# Sobór Świętych Niewiast Niosących Wonności w Baku
Sobór Świętych Niewiast Niosących Wonności – prawosławny sobór w Baku, katedra eparchii bakijskiej Rosyjskiego Kościoła Prawosławnego.
Pierwsza cerkiew na miejscu soboru została wzniesiona w 1909. Budynek był drewniany i szybko został zastąpiony świątynią murowaną, na której budowę złożyli się prawosławni wierni z Baku. Cerkiew została zamknięta na początku lat 20. i zaadaptowana na magazyn, a następnie halę sportową. W styczniu 1990 w dzwonnicę świątyni uderzyły dwa pociski. Uszkodzony obiekt został w roku następnym zwrócony Rosyjskiemu Kościołowi Prawosławnemu. 
Po reaktywacji eparchii bakijskiej cerkiew została podniesiona do rangi jej katedry. Po zakończeniu prac remontowych patriarcha moskiewski Aleksy II uczynił świątynię soborem. Na początku XXI w. był ponownie odnawiany. 